# ヴァルデンゴ
ヴァルデンゴ（伊: Valdengo）は、イタリア共和国ピエモンテ州ビエッラ県にある、人口約2,500人の基礎自治体（コムーネ）。

## 地理

### 位置・広がり
| 隣接するコムーネは以下の通り。 - カンデーロ - ピアット - クアレーニャ・チェッレート (クアレーニャ、チェッレート・カステッロ) - ロンコ・ビエッレーゼ - テルネンゴ - ヴィリアーノ・ビエッレーゼ |